# Max Pape
Max Pape (* 1886 in Berlin; † 1947 ebenda) war ein deutscher Schwimmer.
Max Pape vom Schwimmverein Private Badegesellschaft Berlin war bereits Ersatzmann für die Olympischen Spiele 1904 gewesen.
Bei den Olympischen Zwischenspielen 1906 in Athen trat Pape in zwei Wettbewerben an. Am 24. April 1906 siegte im Eine-Meile-Freistilschwimmen der Brite Henry Taylor mit neunzig Sekunden Vorsprung vor seinem Landsmann John Arthur Jarvis und dem Österreicher Otto Scheff. Nach Scheffs Zielankunft dauerte es über hundert Sekunden bis Max Pape als Vierter ins Ziel kam, hinter Pape erreichten mit Emil Rausch, Ernst Bahnmayer und Oskar Schiele die anderen deutschen Schwimmer auf den Rängen fünf bis sieben das Ziel.
Am 28. April stand die Vier-mal-250-Meter-Freistilstaffel auf dem Programm. Hier siegten die Ungarn vor der deutschen Staffel mit Bahnmeyer, Rausch, Schiele und Pape, die Briten erreichten das Ziel als Dritte.